# لورا آلبرتا لینتون
لورا آلبرتا لینتون (زادهٔ ۸ آوریل ۱۸۵۳ – درگذشته در ۱ آوریل ۱۹۱۵) شیمی‌دان و پزشک آمریکایی بود.

## اوایل زندگی و تحصیلات
لینتون در ۸ آوریل ۱۸۵۳ در شهرستان ماهونینگ، اوهایو متولد شد و بزرگ‌ترین فرزند جوزف و کریستینا لینتون بود. خانواده او کواکر بودند. آن‌ها در اوهایو، پنسیلوانیا و نیوجرسی به کشاورزی مشغول بودند و سرانجام در شهرستان واباشا، مینه‌سوتا ساکن شدند. لینتون در سال ۱۸۷۲ از مدرسه نرمال وینونا فارغ‌التحصیل شد و سپس وارد دانشگاه مینه‌سوتا شد و مدرک کارشناسی علوم در شیمی را دریافت کرد.

## حرفه

### فعالیت در شیمی
در سال آخر دانشگاه، لینتون نمونه‌های معدنی از سواحل شمالی دریاچه سوپریور را که توسط استادانش، استیون فارنام پکهم و کریستوفر دبلیو. هال، جمع‌آوری شده بود، مورد تجزیه و تحلیل قرار داد. این ماده معدنی به تامسونیت شباهت داشت، اما تجزیه و تحلیل لینتون ویژگی‌های فیزیکی متمایزی از جمله ساختار بلوری و رنگ را نشان داد. پکهم و هال در توصیف منتشرشده خود از این ماده معدنی، آن را به عنوان گونه‌ای متمایز تشخیص دادند و به پاس تلاش و مهارت صبورانه لینتون، آن را لینتونیت نام‌گذاری کردند.
پس از فارغ‌التحصیلی، لینتون به مدت دو سال در دبیرستانی در لیک سیتی، مینه‌سوتا تدریس کرد. سپس دو سال را در پراویدنس، رود آیلند گذراند و به پکهم در تهیه گزارش تولید، فناوری و کاربردهای نفت و محصولات آن برای ایالات متحده در سال ۱۸۸۰ کمک کرد. پکهم در گزارش خود از لینتون قدردانی کرد و نوشت: «مدیون توانایی‌های گوناگون او هستم که بسیاری از ترجمه‌ها و تصاویر تکمیل‌کننده و زینت‌بخش این اثر را فراهم کرده است…»
در سال ۱۸۸۲، لینتون دو ترم در مؤسسه فناوری ماساچوست به تحصیل شیمی پرداخت. او برنامه تحصیلات تکمیلی خود را تکمیل نکرد و در عوض، سمت استادی علوم طبیعی کونگر را در دانشگاه لومبارد در گیلزبرگ، ایلینوی پذیرفت. او این سمت را به مدت یک سال داشت و سپس به مینیاپولیس بازگشت. در ده سال بعد، لینتون به عنوان رئیس بخش علوم در دبیرستان مرکزی مینیاپولیس تدریس کرد.
حدود سال ۱۸۹۴، لینتون به تحقیقات شیمی بازگشت و به‌طور خاص به تحلیل آسفالت پرداخت. او نمونه‌هایی از پکهم دریافت کرد که با شرکت نفت یونیون کالیفرنیا در ارتباط بود. در سال‌های ۱۸۹۵–۱۸۹۶، لینتون در دانشگاه میشیگان تحصیل کرد اما مدرکی دریافت نکرد. تحقیقات او دربارهٔ آسفالت در قالب دو مقاله در سال‌های ۱۸۹۴ و ۱۸۹۶ در انجمن شیمی آمریکا منتشر شد. او به دلیل دقت در تحلیل‌های خود، شفافیت در ارائه یافته‌ها و اهمیت تجاری پژوهش‌هایش مورد تحسین قرار گرفت. مقاله سومی که او با همکاری پکهم دربارهٔ قیر ترینیداد نوشت، در سال ۱۸۹۶ منتشر شد و مبنای شهادت کارشناسی در یک پرونده حقوقی مهم قرار گرفت.

### فعالیت در پزشکی
پس از مدتی لینتون رشته شیمی را رها کرد و حرفه پزشکی را دنبال کرد. دلایل این تغییر مسیر مشخص نیست، اما احتمال دارد که تحت تأثیر خانواده‌اش بوده باشد، زیرا برادرش، توماس لینتون و خواهرش، سارا لینتون فیپس، هر دو پزشک بودند.
از ۱۸۹۵ تا ۱۹۰۰، لینتون به عنوان دستیار در فیزیولوژی و شیمی فیزیولوژیک در دانشگاه مینه‌سوتا فعالیت کرد و در سال ۱۹۰۰ مدرک دکترای پزشکی (MD) را از این دانشگاه دریافت کرد.
بلافاصله پس از فارغ‌التحصیلی، لینتون در بیمارستان دولتی راچستر مشغول به کار شد و جایگزین خواهرش سارا شد که در وضعیت سلامتی نامناسبی قرار داشت. او پانزده سال آخر عمرش را در این بیمارستان گذراند. لینتون دو اقدام مهم در بیمارستان انجام داد. نخست، دوره‌ای دربارهٔ اصول تغذیه برای پرستاران تدریس کرد؛ دوم، برنامه‌ای نظارتی برای بیماران روانی زن ایجاد کرد که در آن به آن‌ها اجازه داده می‌شد به کارهای دستی و سوزن‌دوزی بپردازند. این یکی از نخستین برنامه‌های بیمارستانی بود که از کاردرمانی استفاده می‌کرد.
لینتون عضو انجمن پیشبرد علوم آمریکا و انجمن پیشبرد زنان بود.

## سال‌های پایانی و درگذشت
لینتون در ۱ آوریل ۱۹۱۵ در راچستر، مینه‌سوتا درگذشت.